# Petite-Langlire
Petite-Langlire se trouve dans la commune de Gouvy en Belgique. Avant la fusion des communes en 1977 le village se trouvait dans la commune de Montleban.

## Géographie
Petite-Langlire est un lieu-dit du village de Langlire, autrefois composé de Petite-Langlire et de Grande-Langliere. Le village se trouve la commune de Gouvy.
Villages voisins:
| Hébronval | Ottré    | Joubiéval  |
| Bihain    | Nom ?    | Provedroux |
| Langlire  | Langlire | Courtil    |

## Transport
Le village de Petite-Langlire possède 3 lignes de bus:
•11e qui relie tous les villages de la commune de Vielsalm
•18/3 qui relie Houffalize à Vielsalm 
•14/6 qui relie Houffalize à Vielsalm et Schmiede